# Radicalismo nacional

Bandera de la ONR-Falanga

El radicalismo nacional es una facción radical del nacionalismo polaco que se destacó en la década de 1930. Se clasifica comúnmente como extrema derecha y como un movimiento fascista
 El nombre del Nacionalismo Radical comúnmente se abrevia como "NR" o "NaRa". Los grupos asociados con el movimiento nacional-radical utilizan el símbolo de la Mano con la Espada (también conocido hoy en día como falange).

## Historia
Las facciones nacional-radicales polacas se originan del campo de la Democracia Nacional (endecja). Surgieron como una corriente política separada como resultado de una división causada por un conflicto generacional dentro del Movimiento Nacional. Tadeusz Bielecki describió la diferencia generacional de los "jóvenes" nacionalistas de la siguiente manera: "Cuando regresamos de la guerra de 1918-1920 a las aulas universitarias, sentimos [...] una necesidad espiritual. El liberalismo, el pacifismo, el humanitarismo [...] y otros productos del siglo pasado ya no nos satisfacían". Tadeusz Gluziński ya en la primavera de 1921, en un artículo en las páginas de "Gazeta Warszawska", criticaba la democracia liberal. Rechazaba tanto el liberalismo como el marxismo, afirmando que los creadores de ambos sistemas políticos eran judíos, y que "crecían del espíritu judío". Estas ideas fueron adoptadas por los jóvenes endecas, especialmente el grupo centrado en la revista "Akademik". La expresión de la diferencia de ideas políticas proclamadas por los "jóvenes" fue la formulación en 1932 de las "Directrices Programáticas" de la Sección Académica del Campo de la Gran Polonia. La base de la división en el campo nacional fue la frustración causada por la falta de reacción del liderazgo del movimiento ante la disolución del Campo Nacional Radical. Como escribió Włodzimierz Sznarbachowski: "El Campo Nacional Radical surgió como una revuelta contra los 'ramolos'. Los jóvenes [...] anhelaban un líder fuerte y carismático [...]. Dmowski ciertamente no tenía ese carisma [...]". El 14 de abril de 1934 se creó el Campo Nacional Radical, que agrupaba a activistas como Jan Mosdorf, Henryk Rossman, Bolesław Piasecki o Tadeusz Gluziński. Reconocían la necesidad de radicalizar el programa de la Democracia Nacional. La creación del Campo no fue aprobada por el líder de la endecja, Roman Dmowski, quien consideraba que la división debilitaba al movimiento nacional y que sus activistas carecían de experiencia política y planteaban demandas irreales.
Los nacional-radicales aplicaban principios de acción y organización similares a los de la Falange española y los seguidores de Mussolini en Italia.

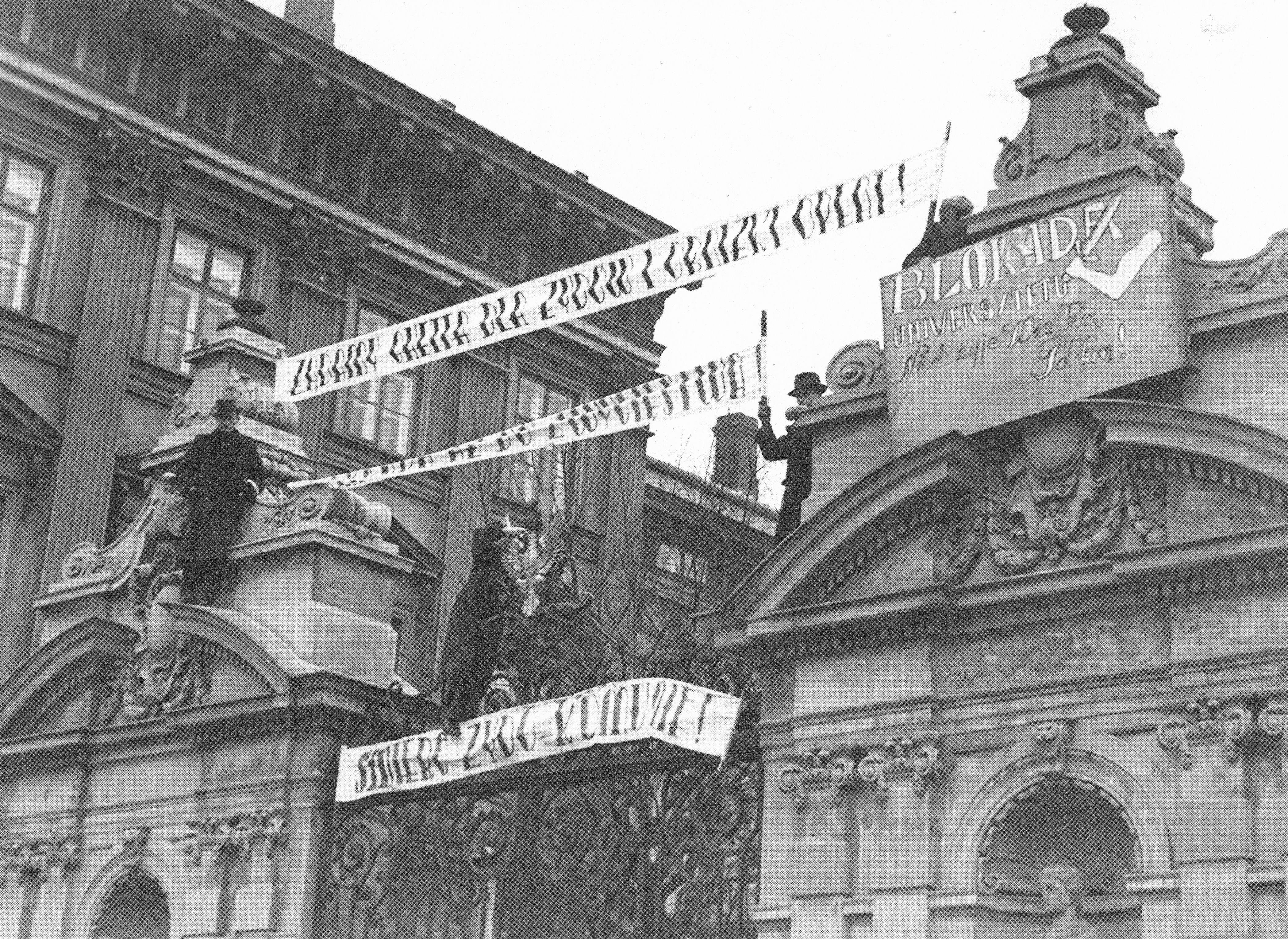
Una protesta de estudiantes nacional-radicales con pancartas antisemitas (como "Exigimos un gueto para los judíos y reducción de tarifas" y "Muerte al judío-comunismo") en la Puerta Principal de la Universidad de Varsovia.

Los activistas de los movimientos nacional-radicales llevaban a cabo acciones sociales y educativas para promover ideas nacionales, publicaban periódicos y publicaciones, organizaban grupos de choque para combatir violentamente a los oponentes políticos, principalmente la izquierda y representantes de la minoría judía. Llevaban a cabo ataques contra bancos y tiendas judías. En Pomerania, los grupos de choque nacional-radicales se enfrentaban a activistas alemanes de la quinta columna. Los partidarios del nacional-radicalismo en las universidades luchaban por la implementación de numerus clausus y guetos de pupitres para estudiantes judíos, estas acciones buscaban aumentar las oportunidades educativas de la juventud rural étnicamente polaca. En noviembre de 1936, organizaron un bloqueo en la Universidad de Varsovia.
Incluso se llevaron a cabo acciones pro-Hitler. En el periódico "Sztafeta" se alardeaba: "Hace unos días, nuestros simpatizantes pegaron en la ciudad una gran cantidad de carteles propagandísticos: Hitler - Endek, dos hermanos. Aunque esta acción es espontánea y no proviene directamente de fuentes organizativas, agradecemos, porque es un buen trabajo de propaganda". En Łódź, los miembros del ONR organizaron una conferencia con miembros del Partido Nacional Socialista Obrero y del Partido de los Socialistas Nacionales para discutir una posible fusión. Además, los nacional-socialistas de la Alta Silesia y el partido NSPR se unieron al Campo Nacional-Radical después de su ilegalización. Los nacional-socialistas, ya siendo miembros del ONR, intentaban formar sus propios grupos de choque.
Dentro del Campo Nacional-Radical existía una estructura secreta llamada "Organización Polaca", que continuó operando incluso en años posteriores, cuando el ONR ya estaba formalmente ilegalizado, incluyendo durante la ocupación alemana. En el Atlas del subterráneo polaco de la independencia 1944-1956, se escribió sobre su carácter racista: "Los miembros de la organización podían ser polacos que pudieran demostrar su pureza racial hasta la cuarta generación hacia atrás. Dado que los líderes del movimiento nacional-radical definían la polacitud en términos étnicos, solo podía ser heredada a través de la sangre, lo que excluía la asimilación de grupos considerados étnicamente no polacos. Los judíos eran especialmente mal vistos, tanto por razones culturales y religiosas como por la competencia en el mercado laboral (...)"
El 10 de junio de 1934, el ONR fue ilegalizado, muchos de sus activistas fueron arrestados y encarcelados sin juicio en la Prisión de Bereza Kartuska. En la primavera de 1935, dentro del movimiento nacional-radical clandestino, se produjo una división en el llamado Campo Nacional-Radical ABC (liderado por Henryk Rossman) y el Movimiento Nacional-Radical Falange (liderado por Bolesław Piasecki), más conocido como ONR Falange o Falange. Además, los oenarquistas y los partidarios del nacional-socialismo crearon el Partido Nacional-Social Radical. El grupo, en su momento de mayor popularidad, contaba con alrededor de 100 personas. Se desintegró debido a divisiones internas.
Durante la ocupación alemana, el ONR-Falanga, bajo el liderazgo de Bolesław Piasecki, mantuvo su lealtad a las instituciones existentes del Estado secreto polaco y reconoció al gobierno polaco en el exilio. Su organización militar clandestina, la Confederación del Pueblo, se unió en noviembre de 1941 a la acción de unificación con la Unión de Lucha Armada (predecesora del Ejército del Interior), lo que finalmente llevó a la absorción total de la Confederación del Pueblo por el Ejército del Interior en otoño de 1943. El ONR ABC era más radical en este sentido, aunque al igual que el ONR Falange, tenía un programa totalitario que excluía no solo a otros grupos étnicos y religiosos, sino también a los políticos de la vida pública. Esta parte del campo nacional tenía la ambición de crear estructuras políticas y militares completamente independientes de la Delegación del Gobierno en el País y del ZWZ-AK. Esto fue el resultado de la estrategia adoptada por los miembros del ONR ABC, que contemplaba llevar a cabo una revolución nacional-radical que resultaría en el establecimiento de un "Estado Católico de la Nación Polaca" gobernado por un partido nacionalista único. El brazo armado del ONR ABC fue inicialmente la Unión de Lagartos, que luego se incorporó a las Fuerzas Armadas Nacionales. Después de la firma del acuerdo de unificación entre las Fuerzas Armadas Nacionales y el Ejército del Interior en marzo de 1944, se produjo una división en las Fuerzas Armadas Nacionales. En mayo de 1944, los nacionalistas que provenían de la Unión de Lagartos comenzaron a operar de forma independiente bajo el nombre de NSZ-ZJ. 
Una facción aislada liderada por Andrzej Świetlicki (Organización Nacional Radical) intentó colaborar con los nazis, pero la cooperación fue interrumpida por los propios alemanes, quienes finalmente arrestaron a los líderes de la ONR. Durante la guerra, muchos de los activistas prebélicos del ONR, como Jan Mosdorf, Stanisław Piasecki o Paweł Musioł, murieron a manos de los nazis. Después de la Segunda Guerra Mundial, algunos activistas del ONR trabajaron en la Asociación "Pax", tratando de combinar el catolicismo y el nacionalismo con la simpatía hacia las autoridades comunistas. Después de 1989, las organizaciones como la Restauración Nacional Polaca, el Campo Nacional-Radical (neo-ONR) y la Falange han retomado las ideas del nacionalismo radical. La Restauración Nacional Polaca es descrita por algunos expertos como una organización neofascista. En 2019, el Comité de Eliminación de la Discriminación Racial de las Naciones Unidas (CERD) presentó recomendaciones para Polonia sobre la implementación de las disposiciones de la Convención Internacional de 1966 sobre la eliminación de todas las formas de discriminación racial. En ese momento, exigió que Polonia garantizara la efectiva implementación de la ley que prohíbe las organizaciones que promueven o incitan a la discriminación racial, incluyendo el ONR y la Falange.